# 줄무늬머리둥근귀박쥐
줄무늬머리둥근귀박쥐(Tonatia saurophila)는 주걱박쥐과(신세계잎코박쥐류)에 속하는 남아메리카 박쥐의 일종이다. 남아메리카와 중앙아메리카에서 발견된다.